# Microlepia glaberrima
Microlepia glaberrima là một loài dương xỉ trong họ Dennstaedtiaceae. Loài này được A.Biswas & T.Sen mô tả khoa học đầu tiên năm 2001.
Danh pháp khoa học của loài này chưa được làm sáng tỏ. 